# Невидљиви академици
Невидљиви академици (енгл. Unseen Academicals), 37. роман о Дисксвету британског писца Тери Прачета.

## Тема
Фудбал је стигао у древни град Анк-Морпорк. Чаробњаци Невидљивог универзитета морају да одиграју фудбалску утакмицу – и победе – али без магије. Зато одлучују да прво испробају све остало. Велика утакмица на помолу привлачи младог неваљалца са талентом за шутирање конзерви, кувара који прави одличне пите, глупаву лепотицу која би лако могла бити најбоља манекенка на свету и енигматичног господина Орахка. Како се игра приближава, четири живота се све више испреплићу и мењају заувек.